# Chickenfoot
Chickenfoot est un supergroupe américain de hard rock, originaire de Cabo San Lucas, Baja California Sur, au Mexique. Il est formé en 2008 par Sammy Hagar (ex-Van Halen et de Ronnie Montrose), Michael Anthony (ex-Van Halen), Joe Satriani et Chad Smith (Red Hot Chili Peppers).
Le 26 août 2011, Chad Smith annonce son départ du groupe dans une vidéo où il présente le nouveau batteur Kenny Aronoff. Le troisième album, Chickenfoot LV, représente donc le retour de Chad Smith dans le groupe. Le nom du groupe ainsi que le logo qui y est associé font référence à un terme péjoratif, « l'empreinte du poulet américain », utilisé pour décrire le symbole de la paix.

## Historique

### Formation (2008)
Le groupe est formé en 2008, « par accident » selon les dires des quatre membres, après plusieurs jams au Hagar's Club, situé à Mexico. « On était juste en train de s'amuser », raconte Michael (basse). « Après que Sammy (chant) et moi avons quitté Van Halen, on a rencontré d'autres musiciens, et quelque chose semblait naitre entre nous. Chad (batterie) est arrivé un peu plus tard, et on s'est bien entendu avec lui. Petit à petit, on a commencé à parler de faire quelque chose de plus concret, mais il nous manquait encore un guitariste. Quelqu'un de vraiment clean — qui pourrait nous envoyer vers la Terre Promise ».
Satch (surnom de Satriani) entre alors dans la salle et commence à discuter avec le reste du groupe. Selon le guitariste, il ressent à ce moment-là « une connexion incroyable que je n'avais jamais éprouvé auparavant ». Et après quelques essais ensemble « il était simplement évident que nous tenions la formation ultime. Il ne subsistait qu'une seule et unique question : pouvions nous faire un bon album ? »

### Chickenfoot(2009–2010)

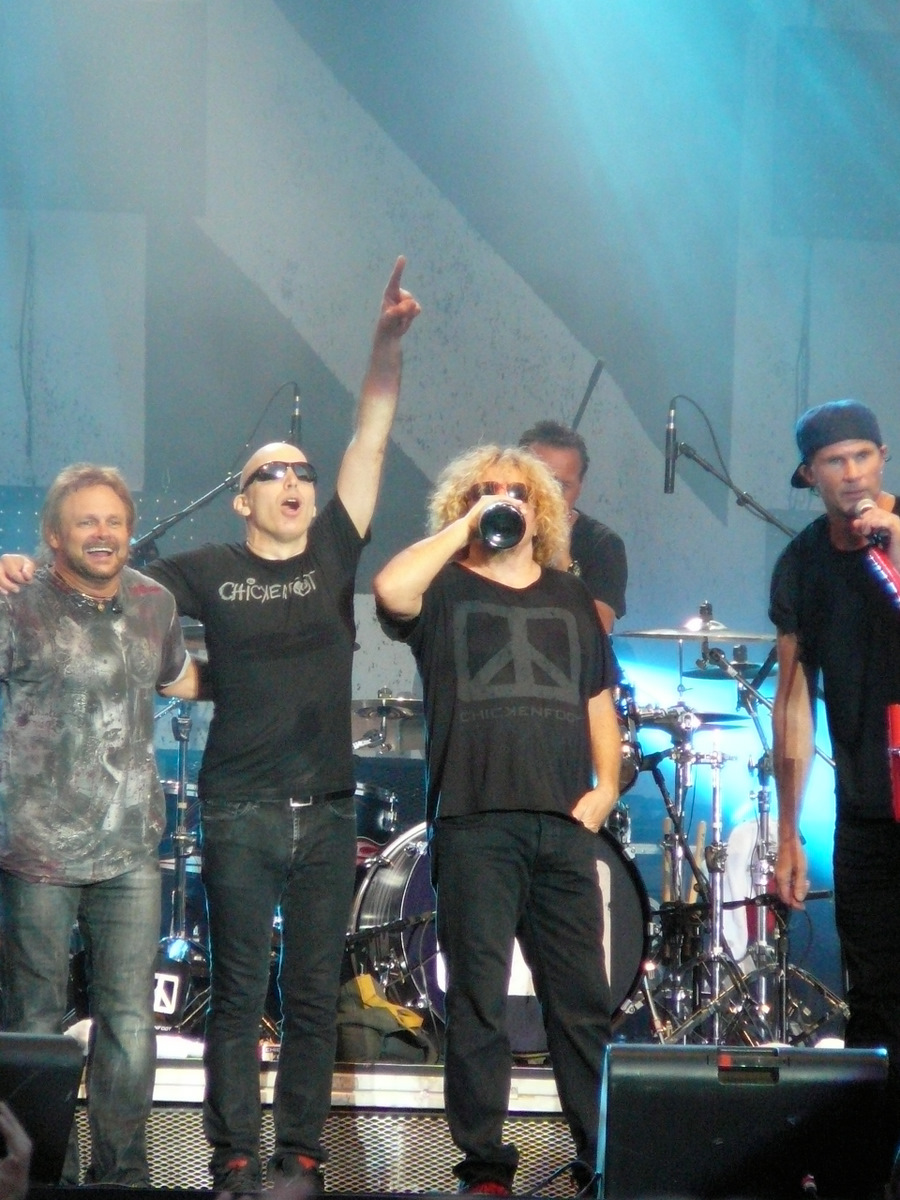
Chickenfoot au Bospop Festival en 2009. De gauche à droite : Michael Anthony, Joe Satriani, Sammy Hagar, et Chad Smith.

Le 5 juin 2009 sort le premier album du groupe, tout simplement intitulé Chickenfoot. Composé de 11 chansons (plus la piste bonus Bitten by the Wolf), il marque dès le départ le genre âpre auquel s'apparente le groupe avec Avenida Revolution (sur les sanglantes luttes anti-drogues de Tijuana) qui, par ses « distorsions assourdissantes et sinistres », ouvre l'album. S'ensuit les incisifs Soap on a Rope et Sexy Little Thing, mais l'apothéose est atteinte avec le single Oh Yeah, avec son riff de guitare lancinant et ses chœurs très AC/DC. La température descend d'un cran avec Runnin' Out, puis remonte en flèche avec les trois pistes suivantes, Get It Up, Down the Drain et My Kinda Girl. Le poignant Learning to Fall se démarque un peu de l'album, avant d'enchainer sur le chaotique Turnin' Left. Le disque se termine avec Future's in the Past, aux sonorités « californiennes » sur le début qui se métamorphosent très vite dans la continuité des précédents morceaux. L'inquiétante piste bonus Bitten by the Wolf clôt également remarquablement l'album dans une ambiance hard rock acoustique.
« J'ai composé au fur et à mesure que les idées venaient », explique Sammy. « Je ne suis pas du genre à me focaliser sur un sujet précis. Quand j'écoutais la musique que Joe me jouait, cela me touchait, modifiait ma perception. Je pense que cela m'a fait chanter comme je ne l'aurais normalement pas fait. Et il me semble que cette sensation était réciproque. » Et en effet, de son côté, Joe avoue à propos de Soap on a Rope, Sexy Little Thing, Oh Yeah et My Kind of Girl « qu'elles étaient ce type de chansons que j'aurais été incapable de composer seul. J'avais besoin d'un groupe comme ça pour donner naissance à ce genre de créations [...] Quand je joue avec Chickenfoot, je me surprends à vouloir donner le maximum de moi-même. Je ne me pose aucune limite. Je crois que le reste du groupe doit ressentir la même chose. »
Le 6 novembre 2009, le groupe joue les morceaux Sexy Little Thing et Oh Yeah au Jimmy Kimmel Live!.

### Chickenfoot IIIet avenir (depuis 2011)
Le 17 avril 2010, Joe Satriani confirme un deuxième album des Chickenfoot, que lui et Sammy Hagar ont écrit pendant plusieurs sessions, et annonce sa sortie courant 2010. Le 8 juillet 2011, une vidéo est postée par la page Facebook du groupe indiquant la date de sortie d'un deuxième album pour le 27 septembre 2011. Le nom de ce futur album n'a pas encore été communiqué, certaines rumeurs parlent de Chickenfoot IV ou Chickenfoot III le mardi 30 aout la vidéo du premier single Big Foot sort. Le titre sera Chickenfoot III, et un deuxième single sort le 6 janvier 2012. L'album sort avec une couverture en 3D, accompagné de lunettes adaptées.
Le 30 novembre 2012, le premier album live des Chickenfoot est publié en coffret limité sous le titre de I+III+LV, couplé avec les deux premiers albums Chickenfoot et Chickenfoot III. À Rolling Stone en octobre 2014, Hagar explique que, malgré le plaisir de travailler avec les membres du groupe, il est déçu des ventes de leur troisième album.
En septembre 2015, Joe Satriani confirme un nouveau morceau. Le groupe se réunit brièvement en concert les 7 et 8 mai 2016 au Harrah's Showroom de South Lake Tahoe. Ici, le groupe joue un nouveau morceau intitulé Divine Termination. Chad Smith parlera de l'avenir de Chickenfoot en juin 2016 avec Rolling Stone. Il expliquera que les Chickenfoot ne tourneront plus jamais : « On a joué il y a quelques semaines à Tahoe, mais tout le monde a des goûts différents. Sam [Hagar] a ses propres goûts, Mike [Anthony] et Joe [Satriani] joue à sa propre tournée. On aime tous jouer ensemble, mais mon emploi du temps ne nous permettra plus de le refaire. »

## Discographie
- 2009 : Chickenfoot
- 2011 : Chickenfoot III
- 2013 : Chickenfoot LV
- 2017 : Best + Live (compilation + live)